# Politična šolska ustava
Politična šolska ustava (nemško Politische Schulverfassung) je bil zakon, ki je urejal šolstvo v Habsburški monarhiji in je veljal v letih 1806 – 1869
Potreba in predlog po reorganizaciji šolskega sistema v Habsburški monarhiji se pojavi po francoski revoluciji, ki je svoje demokratične ideje sejala tudi izven meja svojega dogajanja. Te ideje in z njimi skladen način poučevanja pa bi lahko pokvaril in spridil ljudstvo. Pred to spremembo je bil v velavi prvi avstrijski osnovnošolski zakon med mandatom Marije Terezije, ki je kljub svojemu prepričanju, da je šolstvo »politicum«, torej stvar države, vselej prepuščala vodenje cerkvenim predstavnikom s prepričanji, različnimi od logike ločevanja šole in vere. Pomembno je poudariti, da so bili cerkveni predstavniki obenem tudi zemljiški lastniki, zato se jim je zdelo, da bo izobraževanje podložnikov rodilo postavljanje po robu, upor in »krivoverstvo«. Menili so, da je za kmete še bolje, da se ne zavedajo svojega položaja, kar bi jim sčasoma z izobrazbo postalo jasneje.
Osnovno šolo so obvezno morali obiskovati vsi otroci, staro od 6 do 12 let. Obstajale so trivialke, ki so bil namenjene kmetom ter normalke in glavne šole, za meščanske otroke in predvidene za nadaljnji študij. Predmetnik se je delil na obvezni in neobvezni del. Prvi je vseboval branje, pisanje, računstvo, nemško slovnico, osnove latinščine in zgodovino, drugi pa tehnično risanje, osnove geometrije, stavbarstva in mehanike, zemljepis in prirodoslovje. 
Tako je bil leta 1804 sprejet nov osnovnošolski načrt in je jedro novega avstrijskega osnovnošolskega zakona. Ta je stopil v veljavo leta 1806 in je z vmesnimi spremembami trajala do leta 1869. Sestavila ga je dvorna komisija, ki jo je vodil dunajski nadškof, pod seboj pa je imel večinoma cerkvene dostojanstvenike. Temu primerno je bil zakon spisan v luči njihovih prepričanj in potreb, ki pojmujejo vzgojno nalogo kot glavno nalogo izobraževalne institucije. Vedeli so, da je izobrazba dvorezno orožje, saj bi prevelika poučenost naroda lahko imela za posledico zavedanje slabosti situacije in načina življenja na katerega živijo. Tako je bil duhovnik vzgojitelj, učiteljeva naloga je bila postranska in bolj cerkovniška kot poučevalna, kar pomeni, da je bil učitelj primoran poleg poučevanja, opravljati različna fizična dela okoli šole – pometanje, pranje perila, razna popravila…

## Funkcija šolstva
Osnovna šola je bila formirana z namenom vzgojnega zavoda za vzgojo podložnikov, s ciljem naučiti jih verskih resnic in plodnih moralnih načel na pamet. S to metodo so omejevali, bolje rečeno onemogočali, produktivno mišljenje posameznika, saj naj bi izobraževalni del ne smel motiti izpolnjevanja podložnikovih nalog in slednji naj se ne bi ukvarjal s premišljevanjem o bedi svoje situacije in stanu. S poudarkom na izobraževanju bi šola vzgajala kmeta za upornika, zato naj pouk vceplja dogmatičnost.
Posledično je moral biti najpomembnejši predmet verouk, ki naj bi mladino prepričal o nujnosti in pravičnosti obstoječega sistema. Da so bile cerkvene potrebe prednostne, dokazuje tudi strinjanje posvetnih veljakov z duhovščino, da je treba verske resnice predstavljati v materinščini, ki je na ozemlju slovensko govorečih prebivalcev bila slovenščina.
Poleg opisanih zaviralnih učinkov na poti razvoja šolskega sistema, so takratnemu stanju botrovali tudi drugi dejavniki; pomanjkanje šolskih stavb, vojne razmere, zakonsko dovoljeno otroško delo in težka pot do učiteljskega poklica. Finančnih sredstev namenjenih za izobraževanje učiteljev in kasneje plačevanje njihovega dela, še zdaleč ni bilo dovolj. Taka oblika varčevanja pa ni bila edina, varčevali so na vseh področjih povezanih s šolstvom. Tako je področje stagniralo, s tem pa se je onemogočal napredek.

## Nadzor šolstva
Logiki delovanja šolstva primeren je bil tudi nadzor vzpostavljenega sistema. To je bilo cerkveno nadzorstvo, brez posvetnih členov. Neposredni nadzor nad šolo je izvajal krajevni duhovnik, ki je sporočal opažanja v zvezi z vsebino in metodo pouka, obnašanjem učencev in učiteljev, dekanijskemu šolskemu nadzorniku. Ta je nadziral funkcijo krajevnega duhovnika, učiteljevo delo in prejemke. Okrožni uradi so skrbeli za izvajanje predpisov o vzdrževanju šol. Škofijski šolski nadzornik je pazil na izvajanje zakona, prikaze stanja pa je s svojimi pripombami dostavljal najvišjemu šolskemu forumu – študijski dvorni komisiji. Tako je bilo poskrbljeno za dosledno izvajanje zakona, ki ga je duhovščina priredila svoji vzgojni logiki in ga obenem tudi nadzorovala; neodvisnega sveta za nadzor torej ni bilo